# Teorija samodoločenosti
Teorija samodoločenosti (tudi SDT iz self-determination theory) je motivacijska teorija, ki kot glavne gonilne sile v motivaciji navaja občutek kompetentnosti, povezanosti z drugimi in avtonomnosti posameznika.
Teorija samodoločenosti (SDT) je makroteorija motivacije, ki zajema širok spekter psiholoških konceptov, kot so razvoj osebnosti, samoregulacija, univerzalne psihološke potrebe, življenjski cilji, energija in vitalnost, nezavedni procesi, pa tudi socialne vplive na motivacijo, kot je vpliv kulture in socialnega okolja na motivacijo.Teorija samodoločenosti se ne osredotoča na to, koliko motivacije ima posameznik, vendar v ospredje postavi kvalitativni vidik motivacije, ki je povezan s psihološkim zdravjem in blagostanjem, kreativnostjo pri reševanju problemov in globinskim oziroma konceptualnim učenjem.

## Delitev motivacije
Osnovna delitev teorije samodoločenosti motivacijo deli na avtonomno in kontrolirano. Posamezniki, ki so avtonomno motivirani, čutijo notranjo željo, da bi izvajali to delavnost, za katero so motivirani. Kadar pa je motivacija pri posamezniku kontrolirana, ta občuti pritisk, da bi razmišljal, čutil ali se vedel na nek določen način, kakršen je od njega zahtevan. Za razliko od amotivacije, ki je stanje brez namere, obe izmed teh vrst usmerjajo posameznikovo vedenje. Obe vodita v zelo različna vedenja, ki so lahko vsa visoko motivirana. Motivacija posameznika se torej giblje na kontinuumu od amotivacije preko zunanje motivacije in vse do notranje motivacije.
Da so posamezniki za neko aktivnost notranje motivirani lahko rečemo, kadar uživajo v izvajanju te aktivnosti in je sama aktivnost zadnje nagrada. Vallerand s sodelavci pri tem omeja predvsem tri vrste zadovoljstva, ki jih posameznik lahko doživlja. Prvo je zaradi izpolnjevanja želje po učenju, raziskovanju in razumevanju novih stvari. Prav tako k tej vrsti motivacije spadajo tudi aktivnosti, pri katerih je posameznikova motivacija pri tem, da nekaj doseže ali ustvari sam. Nenazadnje pa k notranje motiviranim dejavnostim štejemo tudi tiste, katere izvirajo iz posameznikove senzualne stimulacije, ki jo neka aktivnost sproži.
Notranja motivacija je pogostejša, kadar gre za hobije; redkeje pa jo doživljamo na delovnem mestu, saj je tam delo posameznika praviloma omejeno z rezultati oziroma z zahtevami delodajalca, pri čemer je notranjo motivacijo težje vzbuditi .
Za razliko od notranje motivacije, pa ima posameznik, ki je zunanje motiviran, za izvajanje aktivnosti zunanje oziroma instrumentalne razloge Tradicionalna literatura zunanjo motivacijo definira kot motivacijo, pri kateri aktivnosti posameznik izvaja zaradi nekih pozitivnih posledic, ki si jih posameznik želi, ali pa zaradi negativnih posledic, ki se jim posameznik želi izogniti.
Teorija samodeterminacije pa zunanjo motivacijo močno razčleni in jih deli na kontinuumu od nesamodoločenih do samodoločenih vrst zunanje motivacije, ki so predstavljene v nadaljevanju.
Prva izmed vrst zunanje motivacije je zunanja regulacija (ang. external regulation), pri kateri je posameznik v pri fazi kontrolirane motivacije. Pri tej posameznik v zameno za neko dejavnost, nekaj tudi pridobi, ali pa se skuša izogniti nečemu nezaželenemu, pri čemer sta ti posledici ločeni od aktivnosti same .Na primer delavec hodi v službo zaradi plače ali pa, ker mora preskrbeti svojo družino, čeprav ga delo ne veseli in mu ne prinaša zadovoljstva.
Druga je introjecirana regulacija (ang. introjected regulation). Pri tej gre za prvo stopnjo internalizirane motivacije, še vedno pa gre za kontrolirano motivacijo Pri tej vrsti posameznik neko aktivnost izvaja, da se izogne občutku sramu in notranjemu pritisku. Na primer državljan redno hodi na volitve, saj čuti, da je to njegova državljanska dolžnost.
Naslednji tip zunanje motivacije je identificirana regulacija (ang. identified regulation). Ta vrsta zunanje motivacije je prva stopnja avtonomne motivacije, saj je prva pri kateri posameznik čuti, da ima izbiro, da to dejavnost izbere ali pa ne. Na primer srednješolec se odloči, da se bo zjutraj prej zbudil da bo ponovil snov za preizkus znanja, ki ga ima tisti dan.
Četrti tip zunanje motivacije pa je integrirana motivacija (ang. integrative regulation). Ta je med tipi zunanje motivacije najbolj samodoločena. O njej govorimo, kadar so izbire posameznika tudi v haromoniji z drugimi strukturami selfa, kar pri prejšnji vrsti ni pogoj. Na primer balerina se odloči, da ne bo šla na zabavo s prijatelji, da bo naslednje jutro pripravljena na trening .
O amotivaciji pa govorimo, kadar motivacija za neko aktivnost ni prisotna. V vedenju se to vidi tako, da se posameznik ne vede v skladu z namero izvajanja te aktivnosti. Pogosto jo povezujemo tudi z naučeno nemočjo saj se amotivirani posamezniki počutijo nekompetentne in verjamejo, da na izid nimajo vpliva.

## Ravni motivacije
Teorija samodeterminacije pa vpelje tudi tri ravni, na katerih se posamezne vrste motivacije pojavljajo; in sicer globalni, kontekstualni in situacijski nivo. Na globalni ravni lahko govorimo o posameznikovi splošni motivacijski orientaciji za zunanjo, notranjo ali amotivacijo. Na tej ravni je motivacija najbolj stabilna. Na kontekstualni ravni govorimo o motivaciji na posameznih sferah delovanja. Te so pri zgodnji odraslosti predvsem sfera izobraževanja, prosti čas in medosebni odnosi. Posamezniki torej razvijejo motivacijsko orientacijo za posamezna področja, ki je relativno stabilna. Na situacijski ravni pa skušamo ugotoviti, zakaj posamezniki izvajajo neko aktivnost v določenem času. Ta raven motivacije je najmanj stabilna.

## Osnovne psihološke potrebe
Teorije samodoločenosti govori tudi o tem, kaj na notranjo motivacijo vpliva. Definira tri osnovne psihološke potrebe, katere morajo biti kar se da zadovoljene, da se lahko poveča notranja motivacija. Te potrebe so avtonomnost, kompetentnost in povezanost.
Avtonomnost je potreba po tem, da je naše vedenje usmerjano s strani naših lastnih interesov, želja in izbir in ga tako začnemo na lastno željo, ga odobravamo in tudi sami uravnavamo. Potreba po avtonomnosti vključuje torej, da posamezniki izberejo lastno vedenje, zaznajo notranje vzroke za vedenje in imajo svobodno voljo za vedenje in s tem tudi za morebitno spremembo vedenja.
Vedenje pa ni avtonomno, kadar je določeno s strani drugih, oziroma ko nas neki zunanji dejavniki prisilijo, da mislimo, čutimo ali se vedemo na nek način. Koncept avtonomnosti pa se pogosto zamenjuje s konceptom neodvisnosti, vendar pa sta po teoriji samodeterminacije ta dva koncepta neodvisna eden od drugega.
Kompetentnost je potreba po tem, da v svojem okolju najdemo primerne izzive zase, da lahko svoje sposobnosti razvijamo in da v okolju učinkovito delujemo. Zadovoljni smo torej, kadar nam uspe napredovati po svojih sposobnostih.
Potreba po kompetentnosti ni zadovoljena, kadar v okolju ne vidimo možnosti za lasten razvoj, saj je za nas bodisi preveč enostavno ali pa se v njem ne moremo izkazati zaradi prevelike zahtevnosti. Pri tej potrebi ne gre neposredno za pridobljene sposobnosti  ali veščine, temveč za občutek učinkovitosti in samozavesti pri izvajanju te aktivnosti .
Povezanost/pripadnost pa zajema potrebo po povezanosti z drugimi ljudmi, medsebojni ljubezni in skrbi, pripadnosti neki skupini in čustveni varnosti.
Potreba po povezanosti oz. pripadnosti ni zadovoljena, kadar smo v okolju, kjer nimamo bližnjih stikov z drugimi in se ne počutimo del neke skupine ljudi. Pri tej potrebi ne gre nujno za pridobitev nekih formalnih statusov, kot so na primer postati partner nekomu, postati član nekega kluba, vendar gre za občutek biti z drugimi v varni skupnosti.

## POVEČEVANJE NOTRANJE MOTIVACIJE V DELOVNI SITUACIJI
Glede na to, da poznamo dejavnike, ki so odločilni za to, kolikšna je notranja motivacija posameznika, lahko z določenimi zunanjimi pogoji, ki omogočajo boljšo zadovoljitev osnovnih psiholoških potreb, vplivamo na to, da so posamezniki bolj notranje motivirani tudi na delovnem mestu. Baard tako izpostavi nekaj konkretnih predlogov za delodajalce.
Na boljšo zadovoljenost potrebe po avtonomnosti lahko delodajalec vpliva tako,
- da kontrolo delavca pri delu optimizira,
- da blaži pritiske na delavca znotraj in zunaj delavne skupine,
- da zmanjša ali odstrani odvečna pravila,
- da dovoljuje, da naloge izbirajo delavci sami,
- da dovoljuje napake pri delu,
- da skuša na probleme pogledati tudi iz perspektive podrejenega, tudi če meni, da nima prav,
- da pazi, na kakšen način podaja povratno informacijo,
- da se do podrejenih vede asertivno,
- da se poskuša izogniti manipulativnem nagrajevanj.

Na večjo motiviranost zaposlenih lahko delodajalec vpliva tudi preko zadovoljene potrebe po kompetentnosti, tako:
- da pripravlja, podpira in izobražuje svoje zaposlene,
- da ne ovira učinkovitega dela preko pravil ali fizičnih pogojev,
- da dovoljuje dosegljive, realne dosegljive cilje,
- pomaga zastaviti primerne ambicije,
- da zagotavlja optimalne izzive,
- da daje sprotno povratno informacijo,
- ne dovoljuje preveč negativnih povratnih informacij naenkrat,
- spodbuja zaposlene pri odkrivanju lastnih napak.

Da bo potreba po povezanosti dobro zadovoljena, predlaga:
- da imajo redne sestanke,
- da ohranjajo takšen sistem nagrajevanja, da se med delavci spodbuja kooperativnost in ne tekmovalnost med posamezniki ali manjšimi skupinami,
- da ne govorijo negativno o ljudeh, ki niso prisotni,
- da zaposlenim zaupajo informacije,
- da izvajajo aktivnosti za gradnjo tima, ko je to le mogoče.